# Stanisława Pawelec
Stanisława Anna Pawelec z domu Graboń (ur. 14 lutego 1939 w Sędowicach, zm. 25 lutego 2020) – polska nauczycielka, poseł na Sejm PRL VI kadencji.

## Życiorys
Córka Jana i Marianny. W 1958 ukończyła Liceum Pedagogiczne w Lublinie i została rusycystką w szkole podstawowej w Dąbi Starej. W 1966 została absolwentką Studium Nauczycielskiego w Warszawie. Należała do Związku Młodzieży Polskiej, Związku Harcerstwa Polskiego, Związku Młodzieży Wiejskiej i Towarzystwa Przyjaźni Polsko-Radzieckiej. Prowadziła drużyny zuchowe oraz harcerskie. Była opiekunką koła ZMW w Dąbi Starej. Pełniła też funkcję gromadzkiego lektora szkoleń oświatowo-politycznych. Zasiadała w Komisji Kultury i Propagandy przy zarządzie powiatowym ZMW. W 1972 uzyskała mandat posła na Sejm PRL w okręgu Otwock. Zasiadała w Komisji Komunikacji i Łączności oraz w Komisji Oświaty i Wychowania.
Odznaczona Krzyżem „Za Zasługi dla ZHP”.